# Pseudaonidia lycii
Pseudaonidia lycii är en insektsart som beskrevs av Charles Kimberlin Brain 1919. Pseudaonidia lycii ingår i släktet Pseudaonidia och familjen pansarsköldlöss. Inga underarter finns listade i Catalogue of Life.